# 各務原線
各務原線（日语：／ Kakamigahara sen */?）是一條位於日本岐阜縣，並由名古屋鐵道擁有、營運的私鐵路線。它連接岐阜市名鐵岐阜站及各務原市新鵜沼站。

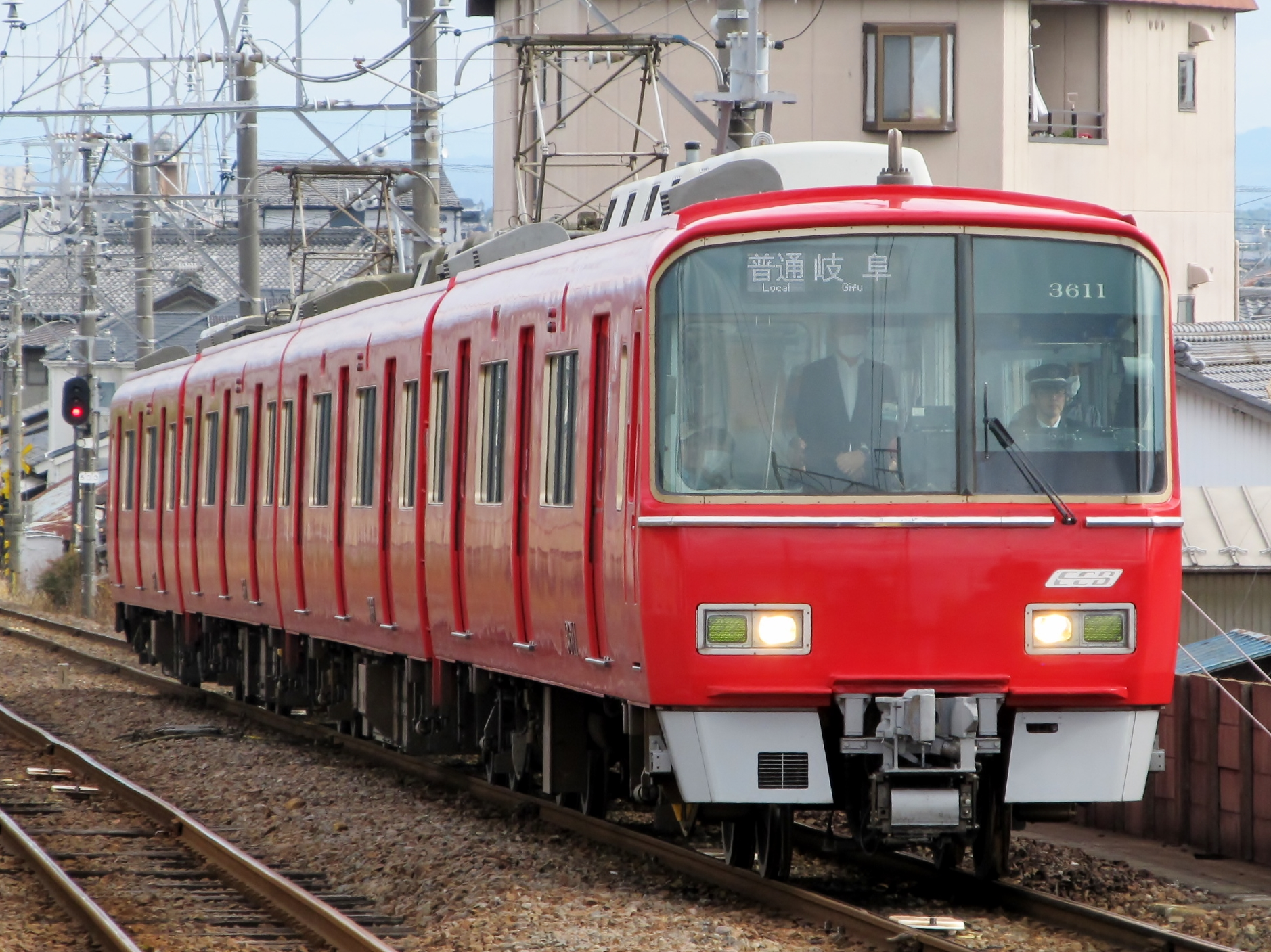
往名鐵岐阜站的名鐵3500系電聯車 (2023年11月)

## 路線資料
- 路線距離（營業距離）：17.6公里
- 軌距：1067毫米
- 站數：18個（包括起終點站）
- 複線路段：全線
- 電氣化路段：全線電氣化（直流電1500V）
- 閉塞方式：自動閉塞式
- 最高速度：100公里/小時
- 最小曲線半徑：160公尺（新鵜沼站構內）

## 摘要
各務原線連接岐阜縣岐阜市及各務原市的主要居民點，並在東端新鵜沼站連接犬山線，是沿線居民的重要通勤、通學路線。
該線與JR東海的高山本線平行。雖然各務原線彎道較多、車速較緩，但它是複線鐵路（高山本線為單線），列車班次較頻密，而且行駛該線的列車可經犬山線直接往返名古屋市。
各務原線沿線地形平坦，最陡斜的路段位於羽場站及鵜沼宿站之間、攀登木曾川旁河階的路段，斜度為33.3‰。
全線最高容許行駛速度為 95 km/h，但由於該線沿途車站較頻密，列車能以 90 km/h 以上速度行駛的機會很少。而在田神站以西的一段由於彎道較急，列車只能以最高 40 km/h 的速度行駛。

## 服務概況

### 列車班次
現時服務各務原線的列車主要來往名鐵岐阜站及犬山站，每小時開行四班列車，其中兩班在新鵜沼站至新那加站之間為「急行」列車，有限度停站。
其他在時刻表中有提及的特別列車班次如下：
- 平日繁忙時間有「急行」列車行駛於各務原線（早上其中一班列車為「快速急行」），在全段各務原線實行有限度停站。這些列車經犬山線及名古屋本線往返位於愛知縣東部和南部的車站[名 1]。
- 每天首班由名鐵岐阜站開出的列車屬於「急行」，到達新鵜沼站後成為「普通」列車，途經犬山線及廣見線前往新可兒站[名 1][名 2]。
- 每天早上6時34分有一班ミュースカイ（μSky）列車由三杮野站（日语：三杮野駅）開出，經新鵜沼站後前往中部國際空港站（日语：中部国際空港駅）。該班次不停靠各務原線其他車站[名 5][名 6]。
- 每天末班由犬山開出的列車到三杮野站後以「急行」等級返回名鐵岐阜站[名 3][名 4]。

### 收費
各務原線相鄰兩站之間的成人車費為¥170，而來往名鐵岐阜站與新鵜沼站的車費為¥400。
由於各務原線兩個端點站皆有直達名古屋市中心的路線，該線沿途各站往返名古屋市或中部國際空港站的單程車費並非逐站遞增，而是中段車資較高、兩端較便宜。
與其他隸屬名古屋鐵道的車站一樣，各務原線全部車站接受manaca付款，亦接受其他與manaca達成互通協議的IC卡（如Suica、ICOCA等）。

## 歷史
| 年份               | 日期        | 事件 |
| ------------------ | ----------- | --- |
| 1923年（大正12年） | 6月19日     | 日本政府批准興建「各務原鐵道」（岐阜縣稻葉郡北長森村至鵜沼村區間）                                                                                             |
| 1924年（大正13年） | 4月13日     | 「各務原鐵道株式會社」成立 |
| 1926年（大正15年） | 1月21日     | 各務原鐵道「安良田站」（今名鐵岐阜站至田神站之間） – 「補給部前站」（今三杮野站）區間開業。當時使用8列K1-BE形電車行走                                          |
| 1926年（大正15年） | 7月3日      | 原「各務野站」改名為「新那加站」；「補給部前站」改名為「各務野站」                                                                                             |
| 1926年（大正15年） | 8月1日      | 「各務野站」 – 「二聯隊前站」（今名電各務原站）區間開業 |
| 1927年（昭和2年）  | 9月20日     | 「二聯隊前站」 – 「東鵜沼站」（今新鵜沼站）區間開業 |
| 1928年（昭和3年）  | 12月28日    | 西面終點站遷往「長住町站」（今名鐵岐阜站），「安良田站」廢止                                                                                                   |
| 1931年（昭和6年）  | 2月5日      | 「東鵜沼站」改名為「新鵜沼站」 |
| 1931年（昭和6年）  | 6月27日     | 「各務野站」改名為「各務補給部前站」 |
| 1931年（昭和6年）  | 9月5日      | 「安良田站」重開 |
| 1931年（昭和6年）  | 9月29日     | 政府批准汽油驅動的列車行走各務原線 |
| 1935年（昭和10年） | 3月28日     | 各務原鐵道併入名岐鐵道 |
| 1935年（昭和10年） | 8月1日      | 「各務補給部前站」改稱「航空廠前站」 名岐鐵道改名為名古屋鐵道                                                                                                  |
| 1937年（昭和12年） | 4月15日     | 於「二聯隊前站」及「苧瀨站」之間增設「競馬場前站」 |
| 1937年（昭和12年） | 10月1日之前 | 「六軒站」改名為「飛行團前站」 |
| 1938年（昭和13年） | 7月18日     | 「長住町站」 – 「田神站」區間雙線化 |
| 1938年（昭和13年） | 11月28日    | 「高農站」（今市民公園前站） – 「飛行團前站」區間雙線化 |
| 1938年（昭和13年） | 12月1日     | 因反間諜需要，「一聯隊前站」改名為「各務原運動場前站」、「飛行團前站」改名為「六軒站」、「航空廠前站」改名為「三柿野站」、「二聯隊前站」改名為「名電各務原站」 |
| 1939年（昭和14年） | 6月1日      | 「新加納站」 – 「高農站」區間雙線化 |
| 1940年（昭和15年） | 1月14日     | 「六軒站」 – 「三柿野站」區間雙線化 |
| 1940年（昭和15年） | 9月21日     | 「田神站」 – 「細畑站」區間雙線化 |
| 1942年（昭和17年） | 6月23日     | 「三柿野站」 – 「二十軒站」區間雙線化 |
| 1942年（昭和17年） | 10月22日    | 「二十軒站」 – 「苧瀨站」區間雙線化 |
| 1944年（昭和19年） |             | 「安良田站」、「高田橋站」、「高農站」及「羽場站」暫停使用 |
| 1945年（昭和20年） | 6月22日     | 各務原受美軍空襲，「六軒站」及「三杮野站」被轟炸。 |
| 1945年（昭和20年） | 10月        | 在美軍鐵路司令部的命令下，開始建造接駁各務原飛行場（今航空自衛隊岐阜基地）的聯絡線（又稱「基地內専用線」）                                                     |
| 1946年（昭和21年） | 9月15日     | 「高田橋站」及「高農站」重開 |
| 1946年（昭和21年） | 10月        | 全長3.8公里的「基地內専用線」完工 |
| 1947年（昭和22年） | 10月15日    | 「羽場站」重開 |
| 1948年（昭和23年） | 4月18日     | 「長住町站」在管理上被併入名岐線（今名古屋本線）的「新岐阜站」                                                                                                 |
| 1949年（昭和24年） | 4月18日     | 「高農站」改名為「農大前站」、「各務原運動場前站」改名為「運動場前站」                                                                                         |
| 1954年（昭和29年） | 10月1日     | 「農大前站」改名為「岐阜大學前站」 |
| 1958年（昭和33年） |             | 配合美軍撤出岐阜基地、航空自衛隊延伸場內跑道，「基地內専用線」廢止                                                                                             |
| 1958年（昭和33年） | 1月10日     | 戰時被暫停使用的「安良田站」正式廢止 |
| 1960年（昭和25年） | 11月1日     | 「運動場前站」改名為「各務原飛行場站」 |
| 1964年（昭和39年） | 3月15日     | - 「苧瀨站」 – 「新鵜沼站」區間雙線化，各務原線全線雙軌 - 各務原線供電系統的電壓升為1500V，列車限速由 65km/h 提升為 85km/h - 各務原線列車開始直駛犬山線        |
| 1965年（昭和40年） | 10月1日     | 名鐵旗下所有含「各務原」名稱的線名或車站名更新平假名名稱（由「かがみはら」改為「かかみがはら」），與各務原市的平假名名稱看齊                                   |
| 1966年（昭和41年） | 10月6日     | 鶴田町信號所廢止 |
| 1967年（昭和42年） | 4月10日     | 名古屋鐵道7000系電車開始於各務原線行走 |
| 1970年（昭和45年） | 6月25日     | 田神線開業，增設由新岐阜站經田神線直通美濃町線的列車 |
| 1989年（平成元年） | 7月9日      | 「岐阜大學前站」改名為「市民公園前站」 |
| 2005年（平成17年） | 1月29日     | 「新岐阜站」改名為「名鐵岐阜站」、「各務原飛行場站」改名為「各務原市役所前站」，另外「新那加站」的「那」字更改所用字體                                         |
| 2005年（平成17年） | 4月1日      | 田神線及美濃町線全線廢止，名鐵岐阜站的各務原線月台不再有該兩線的列車駛入                                                                                       |
| 2006年（平成18年） | 12月16日    | 「名鐵岐阜站」至「新那加站」沿線各站接受Tranpass卡付款 |
| 2007年（平成19年） | 3月14日     | 「新那加站」至「新鵜沼站」沿線各站接受Tranpass卡付款 |
| 2007年（平成19年） | 6月30日     | - 平日「名鐵岐阜站」 – 「新那加站」區間的急行列車服務擴展至週末及假日 - 增加「名鐵岐阜站」 – 「三柿野站」區間的列車班次                                        |
| 2008年（平成20年） | 12月27日    | 除繁忙時間外，全部列車皆改為行走名鐵岐阜站 – 犬山站之間，取消下午繁忙時間「名鐵岐阜站」 – 「新那加站」區間的急行列車                                           |
| 2011年（平成23年） | 3月26日     | 加入一班「快速急行」列車，取消「準急」列車 |

## 車站列表
- 所有車站都位於岐阜縣。
- 停靠站以2011年3月26日為準。
- 普通列車各站停車（表中省略）。
- 有在中途站改變類別的列車。

範例
停靠站 … ●：標準停靠站 ｜：通過 ＊：臨時列車的停靠站
| 車站編號             | 中文站名       | 日文站名 | 英文站名 | 站間距離 | 營業距離 | 急行 | 快速急行 | μSKY | 接續路線                                                             | 所在地   |
| -------------------- | -------------- | -------- | -------- | -------- | -------- | ---- | -------- | ---- | -------------------------------------------------------------------- | -------- |
| NH60                 | 名鐵岐阜       |          |          | -        | 0.0      | ●    | ●        | ＊   | 名古屋鐵道： 名古屋本線 東海旅客鐵道： 東海道本線、 高山本線（岐阜） | 岐阜市   |
| KG16                 | 田神           |          |          | 1.1      | 1.1      | ｜   | ｜       | ｜   |                                                                      | 岐阜市   |
| KG15                 | 細畑           |          |          | 1.8      | 2.9      | ｜   | ｜       | ｜   |                                                                      | 岐阜市   |
| KG14                 | 切通           |          |          | 1.0      | 3.9      | ●    | ●        | ｜   |                                                                      | 岐阜市   |
| KG13                 | 手力           |          |          | 0.9      | 4.8      | ｜   | ｜       | ｜   |                                                                      | 岐阜市   |
| KG12                 | 高田橋         |          |          | 0.6      | 5.4      | ｜   | ｜       | ｜   |                                                                      | 岐阜市   |
| KG11                 | 新加納         |          |          | 1.2      | 6.6      | ｜   | ｜       | ｜   |                                                                      | 各務原市 |
| KG10                 | 新那加         |          |          | 0.9      | 7.5      | ●    | ●        | ＊   | 東海旅客鐵道： 高山本線（那加）                                      | 各務原市 |
| KG09                 | 市民公園前     |          |          | 0.6      | 8.1      | ｜   | ｜       | ｜   |                                                                      | 各務原市 |
| KG08                 | 各務原市役所前 |          |          | 0.6      | 8.7      | ●    | ●        | ＊   |                                                                      | 各務原市 |
| KG07                 | 六軒           |          |          | 1.2      | 9.9      | ●    | ●        | ＊   |                                                                      | 各務原市 |
| KG06                 | 三柿野         |          |          | 1.3      | 11.2     | ●    | ●        | ●    |                                                                      | 各務原市 |
| KG05                 | 二十軒         |          |          | 1.2      | 12.4     | ｜   | ｜       | ｜   |                                                                      | 各務原市 |
| KG04                 | 名電各務原     |          |          | 1.3      | 13.7     | ●    | ●        | ＊   | 東海旅客鐵道： 高山本線（各務原）                                    | 各務原市 |
| KG03                 | 苧瀨           |          |          | 0.9      | 14.6     | ｜   | ｜       | ｜   |                                                                      | 各務原市 |
| KG02                 | 羽場           |          |          | 0.9      | 15.5     | ｜   | ｜       | ｜   |                                                                      | 各務原市 |
| KG01                 | 鵜沼宿         |          |          | 1.0      | 16.5     | ｜   | ｜       | ｜   |                                                                      | 各務原市 |
| IY17                 | 新鵜沼         |          |          | 1.1      | 17.6     | ●    | ●        | ●    | 名古屋鐵道： 犬山線 東海旅客鐵道： 高山本線（鵜沼）                  | 各務原市 |
| 直通至犬山線犬山方向 |                |          |          |          |          |      |          |      |                                                                      |          |

### 廢站
- 安良田站（名鐵岐阜站 - 田神站之間） - 1928年12月28日廢站，1931年9月5日重開，1944年暫停營業，1958年4月10日廢站。
- 競馬場前站（名電各務原站 - 苧瀨站之間） - 1939年廢除。

### 過去接續路線
- 名鉄岐阜站：名鐵岐阜市內線（新岐阜站前站） - 2005年4月1日廢除。
- 田神站：名鐵田神線 - 2005年4月1日廢除。

### 名鐵官方資訊
1. 1 2 3  .   [2017-03-05]. （原始内容存档于2017-07-18）.
2. 1 2  .   [2017-03-05]. （原始内容存档于2016-04-07）.
3. 1 2  .   [2017-03-05]. （原始内容存档于2016-11-09）.
4. 1 2  .   [2017-03-05]. （原始内容存档于2016-08-08）.
5. ↑  .   [2017-03-05]. （原始内容存档于2016-11-16）.
6. ↑  .   [2017-03-05]. （原始内容存档于2017-08-30）.
7. 1 2   (PDF).   [2017-03-05]. （原始内容存档 (PDF)于2016-08-06）.
8. ↑   (PDF).   [2017-03-05]. （原始内容存档 (PDF)于2017-08-29）.
9. ↑  .   [2017-03-05]. （原始内容存档于2017-05-02）.

### 其他參考文獻
1. ↑  . 名古屋市交通局.   [2017-03-05]. （原始内容存档于2017-03-06）.
2. ↑  . 官報. 大藏省印刷局. 1923-06-21  [2017-03-05]. （原始内容存档于2023-01-02）.
3. ↑  . 1926-??-??  [2017-03-05]. （原始内容存档于2023-01-02）.
4. 1 2 3  . 鉄道同志会. 1935-??-??: 84  [2017-03-05]. （原始内容存档于2023-01-02）.
5. ↑  . 官報. 大藏省印刷局. 1926-01-28  [2017-03-05]. （原始内容存档于2023-01-02）.
6. ↑  . 鉄道統計資料. 昭和8年度. 1935-??-??  [2017-03-05]. （原始内容存档于2023-01-02）.
7. ↑  . 官報. 大藏省印刷局. 1926-07-14  [2017-03-05]. （原始内容存档于2023-01-02）.
8. ↑  . 官報. 大藏省印刷局. 1926-08-09  [2017-03-05]. （原始内容存档于2023-01-02）.
9. ↑  . 官報. 大藏省印刷局. 1927-09-26  [2017-03-05]. （原始内容存档于2023-01-02）.
10. ↑  . 鉄道統計資料. 昭和9年度: 5. 1935-??-??  [2017-03-05]. （原始内容存档于2023-01-02）.
11. ↑  . 日本鉄道旅行地図帳 追加・訂補一覽. 鉄道フォーラム. 2010-12-31  [2017-03-05]. （原始内容存档于2019-06-26）.
12. ↑  . 名古屋鐵道. 1994: 972.
13. 1 2 3  . 2016-03-25: 99, 100.

## 相關項目
- 日本鐵路線列表

## 外部連結
- 名古屋鐵道各務原線（页面存档备份，存于） （日語）